# Rauhia
Rauhia es un género  de plantas herbáceas, perennes y bulbosas perteneciente a la familia Amaryllidaceae. Comprende cuatro especies.
Es originario del Perú. 

## Taxonomía
El género fue descrito por Hamilton Paul Traub y publicado en Plant Life 13: 74. 1957. La especie tipo es: Rauhia peruviana Traub. 

## Especies seleccionadas
- Rauhia decora
- Rauhia multiflora
- Rauhia occidentalis
- Rauhia staminosa